# Міські піжони (фільм)
«Міські піжо́ни» (англ. City Slickers; 1991) — американська комедія Рона Андервуда.

## Сюжет
Мітч Роббінс і його троє друзів, змучившись від одноманітного життя, шукають пригод по цілому світу. На 39-річчя Мітча друзі роблять йому подарунок: можливість поїхати на Дикий Захід, щоби на деякий час стати ковбоєм. Туристична поїздка перетворюється суворим випробуванням, витримати яке зможуть тільки справжні чоловіки.

## В ролях
- Біллі Крістал — Мітч Роббінс
- Деніел Стерн — Філ Берквіст
- Бруно Кірбі — Ед Фурільо
- Джек Паланс — Керлі Вошбурн
- Патріша Веттінг — Барбара Роббінс
- Хелен Слейтер — Бонні Рейбурн
- Джейн Медоуз — мама Мітча
- Трейсі Волтер — Кукі
- Джейк Джилленгол — Даніель Роббінс

## Прокат
В прокат США фільм вийшов 7 червня 1991 року. При кошторисі в 27 мільйонів доларів світові касові збори склали 179 мільйонів, з них 124 мільйони — в США.

## Нагороди
- 1992 — премія «Оскар» Джеку Пелансу за найкращу чоловічу роль другого плану
- 1992 — премія «Золотий глобус» Джеку Пелансу за найкращу чоловічу роль другого плану
- 1992 — кінопремія MTV Біллі Кристалу за найкращу комедійну роль